# Constanze Harpen
Constanze Harpen (* 16. Februar 1947 als Constanze Jülich) ist eine deutsche Schauspielerin und Synchronsprecherin sowie 
Hörspielsprecherin.

## Leben und Wirken

### Schauspiel
Bekannt wurde sie durch Dieter Hallervorden, an dessen Seite sie mehrmals zu sehen war, wie z. B. in Die Didi-Show, einer Episode von Der Untermieter oder in seinem bisher nur einmal veröffentlichten Fernsehspiel Laus im Pelz.
Des Öfteren war sie in Gastrollen von Serien zu sehen, und meistens in komödiantischen Auftritten, wie in einer Nebenrolle in Otto – Der Liebesfilm oder den Serien Harald und Eddi und Tücken des Alltags. 1991 hatte sie mit Comedy Street, die sie zusammen mit Katharina Müller-Elmau moderierte, eine eigene Sketchshow. Die Reihe brachte es unter Regie von Klaudi Fröhlich auf sechs Ausgaben.
1979 war sie in einer größeren Rollen für den Tatort präsent. Im selben Jahr wirkte sie neben Inge Meysel in Ihr 106. Geburtstag mit.

### Synchron
Als Synchronsprecherin war sie in ihrer wiederkehrenden Rolle als Hexe Rita Repulsa in der Anime-Serie Power Rangers zu hören. Für die deutsche Fassung von Twin Peaks (Interopa Film, Synchronregie Joachim Kerzel) sprach sie die Ehefrau Nadine Hurley.
In dem 1993 erschienenen Spielfilm Schindlers Liste war sie in der Rolle der Frau Nussbaum präsent.
Auch in der Zeichentrick-Reihe Familie Feuerstein konnte man sie in der 80er-Fassung als Bam-Bam hören und in Hörspielserien wie Bibi Blocksberg als Hexe Malicia und DuckTales – Neues aus Entenhausen als Gastsprecherin.

## Filmografie
- 1969: Maulwürfe der Revolution[2]
- 1976: Verdunkelung – Der Eisenbahnmörder
- 1979: Tatort – Gefährliche Träume
- 1985: Ein Heim für Tiere, Folge Mohrle
- 1986: Didi – Der Untermieter, Folge Verlobung wider Willen
- 1986: Der Kandidat
- 1986: Detektivbüro Roth, Folge 12.000 Jeans auf Termin
- 1986: Hals über Kopf, Folgen Die Knochenjagd und Gummibärchen
- 1987: Laus im Pelz
- 1987: Harald & Eddi
- 1988: Berliner Weiße mit Schuß
- 1989: Siebenstein, Folge Steinkraut und Lachwurz
- 1989: Die Didi-Show
- 1990: Stocker und Stein
- 1991: Comedy Street (TV-Show, als sie selbst)
- 1992: Gute Zeiten, schlechte Zeiten: Folge 3
- 1992: Tücken des Alltags, Folge Keine Angst vorm schwarzen Mann[3]
- 1992: Otto – Der Liebesfilm
- 1995: Zwei alte Hasen, Folge Entführer wider Willen
- 1996: Löwenzahn, Folge Peter spinnt
- 2000: Max und Lisa, Folge Erziehungsprobleme
- 2000: Salto Kommunale, Folge O, du Fröhliche[4]

## Hörspiele
- Benjamin Blümchen Benjamin wird reich (53) Frau Wendig
- Benjamin Blümchen Benjamin und der kleine Hund (78) Frau Krause
- Bibi Blocksberg Der Hexengeburtstag (49) 2. Hexe  1990
- Bibi Blocksberg Die Computerhexe (54) Computerhexe  1992
- Bibi Blocksberg Die Klassenreise (83) Hexe Malicia
- DuckTales Das Erdbeben (4) Fermianerkind  1989
- DuckTales Die Invasion (5) ?  1989
- DuckTales Mylady (12) Mylady  1989
- DuckTales Ente in Orange (15) 3. Sirene  1989
- DuckTales Viel Lärm um nichts (16) Mittlere Hexe  1989
- Elea Eluanda Der Blick in die Zukunft (3) Wahrsagerin 2003
- Gänsehaut Das verwunschene Wolfsfell (25) Big Edna  2002
- Wendy (Kiosk/Kiddinx) Glaub an dich, Petra! (9) Ingrid Thorsteeg-Held  1994

laut Hördat, die Hörspieldatenbank:
- Ballade von der Besetzung eines Hauses (SDR/BR/NDR 1975)
- Alter John (RIAS 1982)
- Blattform (WDR 2002) Suzanne
- Blaubart vor der Krummen Lanke (1973, Regie: Gerhard Rühm, Sprachexperiment, WDR)
- Die Reise vom Zauberberg (WDR 1995) Violas Mutter[5]
- Vamperl – Teil 1+2 (SFB 1992, Regie: Ulli Herzog) Frau Müller[6]
- Und unterm Sand ein Edelstein – Bunte Kuh (SFB 1992, Regie: Ulli Herzog) – Frau[7]